# Сантиссима-Аннунциата (Флоренция)
Сантиссима-Аннунциата (итал. La basilica della Santissima Annunziata — Базилика Святейшего Возвещения) — базилика «Святейшего Возвещения» (Annunciazione) — Благовещения Деве Марии и монастырский комплекс во Флоренции, столице Тосканы.
Первая церковь на этом месте построена в 1250 году монахами ордена сервитов. В 1444—1455 годах Микелоццо ди Бартоломео, взяв в качестве образца композицию, разработанную Филиппо Брунеллески для церкви Санта-Мария-дельи-Анджели, присоединил к базиликальному плану старой готической церкви центрический хор с главным алтарём и девятью расположенными по кругу малыми апсидами. Окончательную форму придал этой ротонде Леон Баттиста Альберти. Он также пристроил с северо-западной стороны внутренний дворик-кьострино (Chiostrino dei Voti — дворик обетований), а перед нефом церкви возвел атриум. В результате средневековая базилика превратилась в сложную, типично ренессансную композицию, в которой прослеживаются античные (атриум) и византийские (ротондальный хор) источники.
В 1601 году скульптор и архитектор Джованни Баттиста Каччини добавил к старой базилике лоджию с «аркадой по колоннам», в подражание двум аналогичным лоджиям: Оспедале дельи Инноченти, творения Филиппо Брунеллески, и Лоджии-деи-Серви-ди-Мария, построенной Антонио да Сангалло и другими. Лоджия стала выполнять функцию нартекса. Таким образом была завершена симметричная композиция площади, одноимённой базилике.
В арочной галерее клуатра, перекрытой стеклянной крышей, находится небольшой музей живописи, получивший название «Монастырь обетов». Это сценически оформленное пространство украшено люнетами с фресками Россо Фьорентино, Понтормо и Андреа дель Сарто, а в 1605—1608 годах — Вентура Салимбени. Справа от входа находится фреска «Вознесение Мадонны» Россо Фьорентино. Затем по порядку следуют «Благовещение» Якопо Понтормо и «Обручение Марии» Франчабиджо. Особой известностью отличаются фрески Андреа дель Сарто «Рождение Марии» и «Прибытие волхвов в Вифлеем». Слева у входа в церковь находится «Рождество Иисуса» работы Алессо Бальдовинетти, за которым следуют сцены из жития Святого Филиппо Бенинци, монаха-сервита, канонизированного в XVII в., работы Андреа дель Сарто.
Роскошный интерьер церкви в стиле барокко сложился после перестроек XVII и XVIII веков. Обновление убранства носило всеобъемлющий характер, интерьер получил помпезный облик, нехарактерный для Флоренции. Импозантный барочный киворий кажется слишком грандиозным для небольшого ренессансного храма, созданного Микелоццо.